# Hårsbäcksdalens naturreservat
Hårsbäcksdalen är ett naturreservat instiftat 1957, 9 kilometer sydost om Heby längs länsväg 254, vid gränsen till Enköpings kommun. Reservatet ligger i Västerlövsta sockens sydligaste del.

## Allmänt
Reservatet omfattar 3 km av Örsundaåns dalgång och 30 hektar av omgivande landskap. Reservatet utgör en ravin, som bildats genom att Örsundaån har skurit sig ner i Enköpingsåsen. Strövstigar och spångar på 3,7 km gör framkomligheten lätt i detta branta och frodiga landskap. 
I naturreservatet finns fina och lätt framkomliga stigar, nere vid ån finns spångar att gå på. Ån korsas av två träbroar, en vid festplatsen i syd och en lite norröver vid grillplatsen. Längs strövstråken finns sittbänkar och bordsbänkar för vila och rast. Två grillplatser finns vid vardera bro. Vid festplatsen tillåts tältning och nyttjande av grönyta. Varje år slås ängen genom slåtter och höet hässjas.
En stor och rymlig parkering ligger i anslutning till reservatet. Informationstavlor finns vid samtliga ingångar till reservatet. Besökare tillåts inte att göra någon typ av åverkan på naturen eller reservatet. Reservatet ska beträdas med hänsyn för de växter och djur som lever där. Plocka växter eller bryta grenar är förbjudet, husdjur ska vara kopplade, motorfordon eller hästridning tillåts inte genom reservatet eller på strövstigar. Och man får inte skräpa ner reservatet eller festplatserna.

## Växtliv

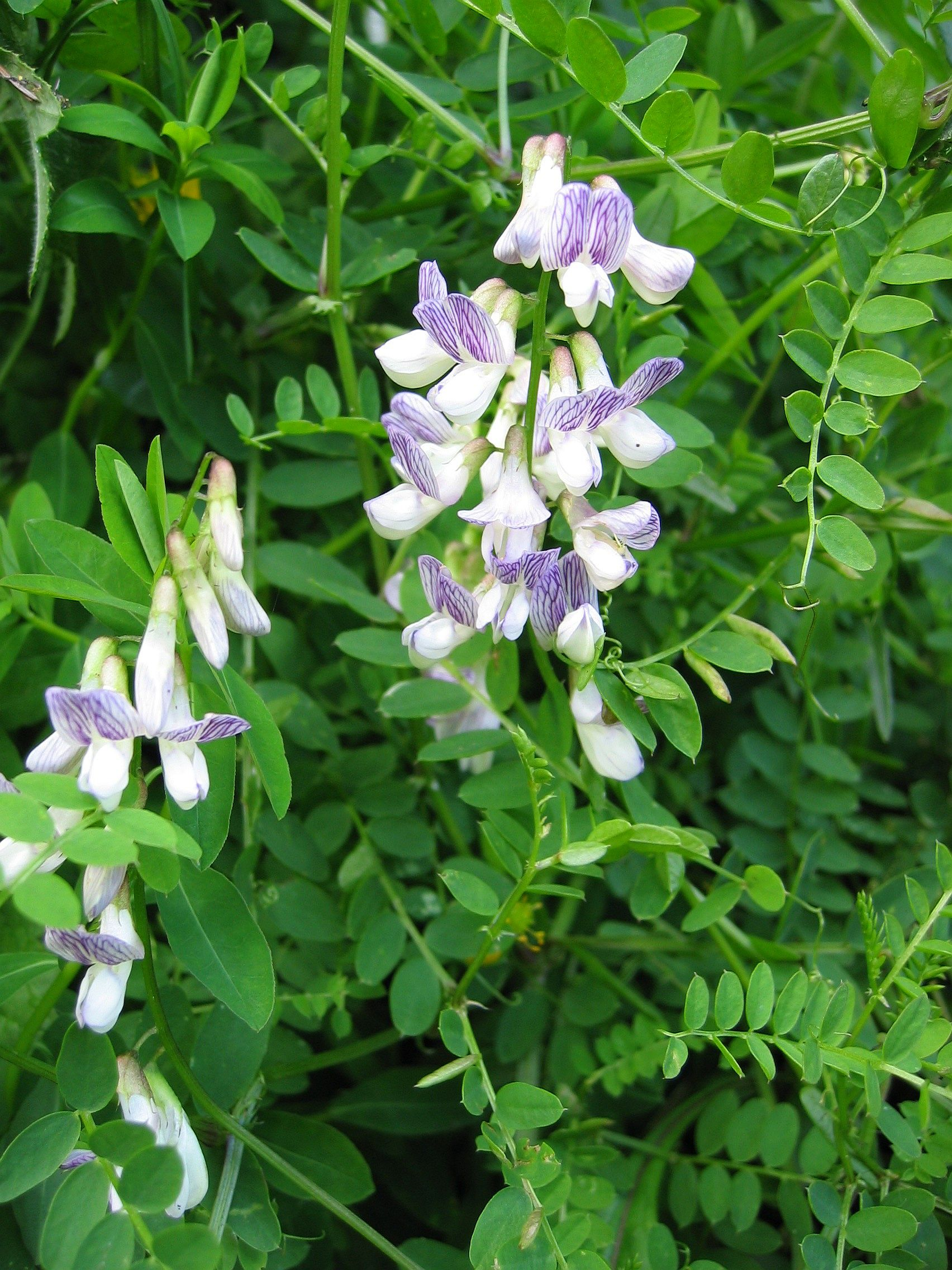
Skogsvicker är en av många växter i Hårsbäcksdalen

På flera ställen efter ravinen tar sig källvatten upp till ytan och ger näring till landskapet. Landskapet som är frodigt med dominerande lövskog, har naturvariationer i vatten, äng, åker, aspskog, tallskog, blandad lövskog och blandad barr- lövskog.
Det finns gott om hassel och mindre buskar som måbär, try och brakved. I skogen möts den nordliga gråalen med den sydliga skoglinden, samt klibbal, björk och hägg. Längs Örsundaåns strand växer rödblära, vildbalsamin och strutbräken. I vårblomningen finns arter som tibast med sina skära blommor på bar gren, gullpudra, blåsippa, vitsippa, vårärt, underviol, desmeknopp, lungört, trolldruva, ormbär och gullviva. Sommarväxter är bland annat dvärghäxört, vildbalsamin, skogsvicker, bäckbräsma, stinksyska, kärrfibbla, grönkulla, lundstjärnblomma samt gräsen lundvete och hässlebrodd.
Extra ovanliga växter på åskrönet är frösöstarr och mosippa. Frösöstarr är den enda växtlokalen i länet (dåvarande Västmanlands län, Heby kommun tillhör sedan 1 jan 2007 Uppsala län).

## Djurliv

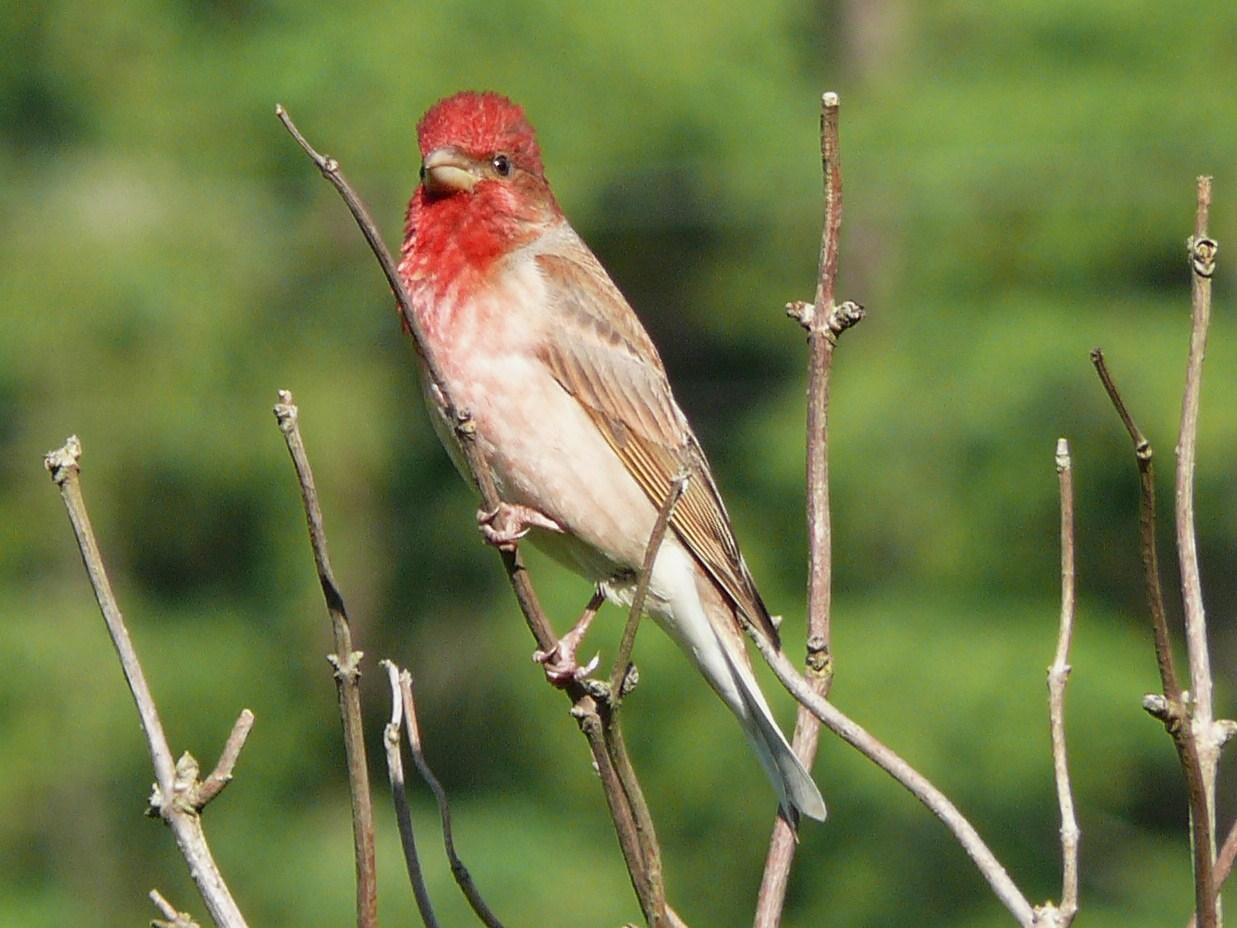
Rosenfink

Den lummiga växtligheten drar till sig många små fåglar bl.a. rosenfink, svarthätta, grönsångaren, stjärtmesen, nötväcka och gärdsmyg. Drillsnäppan häckar där vattnet strömmar, och strömstaren kan beskådas under vintern. 
I Örsundaån kan vattendjur som bäver och den invasiva arten mink ses. Den rödlistade fisken asp vandrar upp i Örsundaåns södra delar men det är inte troligt att den når ända till Hårsbäcksdalen. Fram till 2000-talet fanns det flodkräfta längs större delar av ån, men första åren på 2000-talet drabbades hela ån av kräftpest, som slog ut beståndet. Inget beslut om att försöka återinföra flodkräfta finns. Att plantera in signalkräfta är förbjudet i hela Sverige.